# Doom 3: Resurrection of Evil
Doom 3: Resurrection of Evil is een first-person shooter uitbreidingspakket voor het computerspel Doom 3. Het werd uitgebracht in 2005 voor Windows, Linux, en de Microsoft Xbox.

## Verhaal
Het spel speelt zich twee jaar na Doom 3 af. De UAC ontdekt een vreemd signaal van een van hun Martiaanse satellieten, en stuurt een team naar Mars om het uit te zoeken. Het team vindt op hun missie de helsteen; een bovennatuurlijk voorwerp dat lijkt op een menselijk hart met een mechanisch apparaat eraan vast. Meteen wordt het team aangevallen door een groep demonen die de steen willen bemachtigen. Alleen de speler, een naamloze marinier die werkt voor Dr. Elizabeth McNeil, ontsnapt met de steen.
Na zich een weg door het militaire complex te hebben gevochten ontmoet de speler McNeil. Ze vertelt hem dat de helsteen alleen kan worden vernietigd door hem terug te brengen naar de hel. De speler reist vervolgens af naar de primaire teleporter die toegang geeft tot de hel.
In de hel moet de speler zich een weg door verschillende levels vechten. De laatste eindbaas is Betruger.

## Gameplay
Resurrection of Evil bevat 12 nieuwe singleplayer-levels, een multiplayermode voor acht spelers, en vier nieuwe multiplayermaps.
Het spel voegt twee nieuwe wapens toe aan de gameplay. Het eerste is een voorwerp dat oorspronkelijk was ontwikkeld voor Doom 3; "de Grabber". De Grabber is een wapen dat doet denken aan de "Gravity Gun" uit Half-Life 2, waarmee de speler voorwerpen kan optillen, en vuurballen kan vangen en teruggooien. Het tweede wapen is de helsteen.
De helsteen speelt een grote rol in de gameplay van het spel. De speler kan het wapen gebruiken voor zijn eigen doeleinden, zoals het vertragen van de tijd, de schade die zijn andere wapens toebrengen vergroten en zichzelf tijdelijk onkwetsbaar maken. Om de kracht van de helsteen te gebruiken moet de speler eerst drie Hell Hunters verslaan.
Het spel herintroduceert het dubbelloops hagelgeweer uit Doom II.
Het spel introduceert tevens drie nieuwe monsters, de eindbazen niet meegerekend.

## Ontvangst
| Beoordeeld door                | Platform | Datum         | Score |
| ------------------------------ | -------- | ------------- | ----- |
| Game Informer Magazine         | Xbox     | januari 2006  | 85%   |
| GameSpot                       | Windows  | 4 april 2005  | 85%   |
| GameSpot (Belgium/Netherlands) | Windows  | 6 april 2005  | 84%   |
| Game Informer Magazine         | Xbox     | januari 2006  | 82%   |
| Armchair Empire, The           | Windows  | 24 mei 2005   | 80%   |
| PC Zone                        | Windows  | 5 mei 2005    | 79%   |
| PC Gameplay (Benelux)          | Windows  | mei 2005      | 79%   |
| GameCell UK                    | Xbox     | 2005          | 70%   |
| UOL Jogos                      | Windows  | 15 april 2005 | 60%   |
| DreamStation.cc                | Windows  | 25 juli 2005  | 40%   |